# Chủ tịch Hạ viện (Canada)
Chủ tịch Hạ viện (tiếng Pháp: président de la Chambre des communes) là viên chức đứng đầu hạ viện của Nghị viện Canada. Chức vụ được nắm giữ bởi một nghị sĩ của Nghị viện (MP), được bầu vào đầu mỗi khóa Nghị viện mới bởi các nghị sĩ đồng khóa. Vai trò của Chủ tịch Hạ viện Canada tương tự như vai trò của các chủ tịch hạ viện khác ở các quốc gia trong hệ thống Westminster.
Chủ tịch thứ 37 và hiện tại của Hạ viện Canada là Anthony Rota, giữ chức vụ này kể từ ngày 5 tháng 12 năm 2019. Chủ tịch Hạ viện có nhiệm kỳ dài nhất là Peter Milliken, người được bầu 4 nhiệm kỳ liên tiếp kéo dài 10 năm, 124 ngày.

## Chủ tịch danh dự
Vào ngày 9 tháng 3 năm 2016, Nghị sĩ Đảng Tự do Mauril Bélanger đã giữ chức Chủ tịch danh dự trong khoảng một giờ để tôn vinh những năm phục vụ của ông. Sau đó, chủ tịch Hạ viện Regan tiếp tục nhiệm vụ của mình trong phần còn lại của phiên họp Hạ viện.
Mauril Bélanger ban đầu được xem là ứng cử viên hàng đầu cho vị trí Chủ tịch Hạ viện vào năm trước, nhưng ông đã rút lui do được chẩn đoán mắc chứng xơ cứng teo cơ một bên. Bélanger qua đời vào ngày 15 tháng 8 năm 2016, 5 tháng sau khi được bổ nhiệm làm chủ tịch danh dự.

## Chức vụ tương ứng
Chức vụ tương ứng với Chủ tịch Hạ viện ở Thượng viện là Chủ tịch Thượng viện Canada. Các cơ quan lập pháp cấp tỉnh bang và vùng lãnh thổ của Canada cũng có các Chủ tịch với vai trò tương tự. Chức vụ này có tiền thân là Chủ tịch Hội đồng Lập pháp Tỉnh Canada.

## Danh sách Chủ tịch Hạ viện
Ghi chú:
| Chủ tịch | Chủ tịch | Chủ tịch                   | Nhiệm kỳ          | Nhiệm kỳ          | Khóa Nghị viện | Độ dài nhiệm kỳ  | Đảng phái        | Khu vực bầu cử                                |
| -------- | -------- | -------------------------- | ----------------- | ----------------- | -------------- | ---------------- | ---------------- | --------------------------------------------- |
| 1        |          | James Cockburn             | 6 tháng 11, 1867  | 5 tháng 3, 1874   | 1, 2           | 6 năm, 99 ngày   | Bảo thủ          | Northumberland West                           |
| 2        |          | Timothy Warren Anglin      | 26 tháng 3, 1874  | 12 tháng 2, 1879  | 3              | 4 năm, 323 ngày  | Tự do            | Gloucester                                    |
| 3        |          | Joseph Godéric Blanchet    | 13 tháng 2, 1879  | 7 tháng 2, 1883   | 4              | 3 năm, 359 ngày  | Tự do-Bảo thủ    | Lévis                                         |
| 4        |          | George Airey Kirkpatrick   | 8 tháng 2, 1883   | 12 tháng 7, 1887  | 5, 6           | 4 năm, 154 ngày  | Bảo thủ          | Frontenac                                     |
| 5        |          | Joseph-Aldric Ouimet       | 13 tháng 7, 1887  | 28 tháng 7, 1891  | 6, 7           | 4 năm, 15 ngày   | Tự do-Bảo thủ    | Laval                                         |
| 6        |          | Peter White                | 29 tháng 7, 1891  | 18 tháng 8, 1896  | 7              | 5 năm, 21 ngày   | Bảo thủ          | Renfrew North                                 |
| 7        |          | James David Edgar          | 19 tháng 8, 1896  | 31 tháng 7, 1899  | 8              | 2 năm, 346 ngày  | Tự do            | Ontario West                                  |
| 8        |          | Thomas Bain                | 1 tháng 8, 1899   | 5 tháng 2, 1901   | 8              | 1 năm, 188 ngày  | Tự do            | Wentworth South                               |
| 9        |          | Louis Philippe Brodeur     | 6 tháng 2, 1901   | 18 tháng 1, 1904  | 9              | 2 năm, 346 ngày  | Tự do            | Rouville                                      |
| 10       |          | Napoléon Antoine Belcourt  | 10 tháng 3, 1904  | 10 tháng 1, 1905  | 9              | 306 ngày         | Tự do            | Ottawa (City of)                              |
| 11       |          | Robert Franklin Sutherland | 11 tháng 1, 1905  | 19 tháng 1, 1909  | 10             | 4 năm, 0 ngày    | Tự do            | Essex Nor                                     |
| 12       |          | Charles Marcil             | 20 tháng 1, 1909  | 14 tháng 11, 1911 | 11             | 2 năm, 298 ngày  | Tự do            | Bonaventure                                   |
| 13       |          | Thomas Simpson Sproule     | 15 tháng 11, 1911 | 2 tháng 12, 1915  | 12             | 4 năm, 17 ngày   | Bảo thủ          | Grey East                                     |
| 14       |          | Albert Sévigny             | 12 tháng 1, 1916  | 7 tháng 1, 1917   | 12             | 361 ngày         | Bảo thủ          | Dorchester                                    |
| 15       |          | Edgar Nelson Rhodes        | 18 tháng 1, 1917  | 5 tháng 3, 1922   | 12, 13         | 5 năm, 46 ngày   | Bảo thủ          | Cumberland                                    |
| 16       |          | Rodolphe Lemieux           | 8 tháng 3, 1922   | 2 tháng 6, 1930   | 14, 15, 16     | 8 năm, 86 ngày   | Tự do            | Gaspé                                         |
| 17       |          | George Black               | 8 tháng 9, 1930   | 16 tháng 1, 1935  | 17             | 4 năm, 130 ngày  | Bảo thủ          | Yukon                                         |
| 18       |          | James Langstaff Bowman     | 17 tháng 1, 1935  | 5 tháng 2, 1936   | 17             | 1 năm, 19 ngày   | Bảo thủ          | Dauphin                                       |
| 19       |          | Pierre-François Casgrain   | 6 tháng 2, 1936   | 10 tháng 5, 1940  | 18             | 4 năm, 94 ngày   | Tự do            | Charlevoix-Saguenay                           |
| 20       |          | James Allison Glen         | 16 tháng 5, 1940  | 5 tháng 9, 1945   | 19             | 5 năm, 112 ngày  | Tự do            | Marquette                                     |
| 21       |          | Gaspard Fauteux            | 6 tháng 9, 1945   | 14 tháng 9, 1949  | 20             | 4 năm, 69 ngày   | Tự do            | St. Mary                                      |
| 22       |          | William Ross Macdonald     | 15 tháng 9, 1949  | 11 tháng 6, 1953  | 21             | 3 năm, 269 ngày  | Tự do            | Brantford                                     |
| 23       |          | Louis-René Beaudoin        | 12 tháng 11, 1953 | 13 tháng 10, 1957 | 22             | 3 năm, 335 ngày  | Tự do            | Vaudreuil-Soulanges                           |
| 24       |          | Roland Michener            | 14 tháng 10, 1957 | 26 tháng 9, 1962  | 23, 24         | 4 năm, 347 ngày  | Bảo thủ Cấp tiến | St. Paul's                                    |
| 25       |          | Marcel Lambert             | 27 tháng 9, 1962  | 15 tháng 5, 1963  | 25             | 230 ngày         | Bảo thủ Cấp tiến | Edmonton West                                 |
| 26       |          | Alan Macnaughton           | 16 tháng 5, 1963  | 17 tháng 1, 1966  | 26             | 2 năm, 246 ngày  | Tự do            | Mount Royal                                   |
| 27       |          | Lucien Lamoureux           | 18 tháng 1, 1966  | 29 tháng 9, 1974  | 27             | 8 năm, 253 ngày  | Tự do            | Stormont-Dundas                               |
| 27       | 28, 29   | Lucien Lamoureux           | 18 tháng 1, 1966  | 29 tháng 9, 1974  | Độc lập        | 8 năm, 253 ngày  |                  | Stormont-Dundas                               |
| 28       |          | James Jerome               | 30 tháng 9, 1974  | 14 tháng 12, 1979 | 30, 31         | 5 năm, 75 ngày   | Tự do            | Sudbury                                       |
| 29       |          | Jeanne Sauvé               | 14 tháng 4, 1980  | 15 tháng 1, 1984  | 32             | 3 năm, 276 ngày  | Tự do            | Laval-des-Rapides                             |
| 30       |          | Lloyd Francis              | 16 tháng 1, 1984  | 4 tháng 11, 1984  | 32             | 293 ngày         | Tự do            | Ottawa West                                   |
| 31       |          | John Bosley                | 5 tháng 11, 1984  | 29 tháng 9, 1986  | 33rd           | 1 năm, 328 ngày  | Bảo thủ Cấp tiến | Don Valley West                               |
| 32       |          | John Allen Fraser          | 30 tháng 9, 1986  | 16 tháng 1, 1994  | 33, 34         | 7 năm, 108 ngày  | Bảo thủ Cấp tiến | Vancouver South                               |
| 33       |          | Gilbert Parent             | 17 tháng 1, 1994  | 28 tháng 1, 2001  | 35, 36         | 7 năm, 11 ngày   | Tự do            | Welland—St. Catharines—Thorold Niagara Centre |
| 34       |          | Peter Milliken             | 29 tháng 1, 2001  | 2 tháng 6, 2011   | 37, 38, 39, 40 | 10 năm, 124 ngày | Tự do            | Kingston and the Islands                      |
| 35       |          | Andrew Scheer              | 2 tháng 6, 2011   | 2 tháng 12, 2015  | 41             | 4 năm, 183 ngày  | Bảo thủ          | Regina—Qu'Appelle                             |
| 36       |          | Geoff Regan                | 3 tháng 12, 2015  | 5 tháng 12, 2019  | 42             | 4 năm, 2 ngày    | Tự do            | Halifax West                                  |
| 37       |          | Anthony Rota               | 5 tháng 12, 2019  | nay               | 43, 44         | 5 năm, 114 ngày  | Tự do            | Nipissing—Timiskaming                         |